# Jacques Esclassan
Jacques Esclassan (født 3. september 1948 i Castres) er en tidligere fransk landevejscykelrytter som vandt den grønne pointtrøje i Tour de France 1977. Han vandt også fem etaper i Tour de France og en etape i Vuelta a España.